# KRC Genk in het seizoen 2025/26
Deze pagina beschrijft de prestaties van voetbalclub KRC Genk in het seizoen 2025/26.

## Kern

### Spelerskern
| Nr.           | Naam                   | Nationaliteit | Geboortedatum | Vorige club                 |
| ------------- | ---------------------- | ------------- | ------------- | --------------------------- |
| Keepers       |                        |               |               |                             |
| 1             | Hendrik Van Crombrugge | België        | 30-04-1993    | RSC Anderlecht              |
| 26            | Tobias Lawal           | Oostenrijk    | 07-06-2000    | LASK                        |
| 51            | Lucca Brughmans        | België        | 27-06-2008    | Eigen jeugd                 |
| 71            | Brent Stevens          | België        | 11-08-2003    | MVV Maastricht              |
| Verdedigers   |                        |               |               |                             |
| 3             | Mujaid Sadick          | Spanje        | 14-03-2000    | Deportivo La Coruña         |
| 6             | Matte Smets            | België        | 04-01-2004    | STVV                        |
| 18            | Joris Kayembe          | België        | 08-08-1994    | Sporting Charleroi          |
| 19            | Yaimar Medina          | Ecuador       | 05-11-2004    | CSD Independiente del Valle |
| 22            | Brad Manguelle         | België        | 27-11-2007    | Eigen jeugd                 |
| 27            | Ken Nkuba              | België        | 21-01-2002    | Sporting Charleroi          |
| 34            | Adrián Palacios        | Venezuela     | 07-06-2004    | Deportivo Cali              |
| 44            | Josue Kongolo          | België        | 13-04-2006    | Eigen jeugd                 |
| 77            | Zakaria El Ouahdi      | Marokko       | 31-12-2001    | RWDM                        |
| Middenvelders |                        |               |               |                             |
| 8             | Bryan Heynen           | België        | 06-02-1997    | Eigen jeugd                 |
| 17            | Patrik Hrošovský       | Slowakije     | 22-04-1992    | FC Viktoria Pilsen          |
| 20            | Kos Karetsas           | België        | 19-11-2007    | Eigen jeugd                 |
| 21            | Ibrahima Bangoura      | Guinee        | 05-01-2004    | Eigen jeugd                 |
| 24            | Nikolas Sattlberger    | Oostenrijk    | 18-01-2004    | Rapid Wien                  |
| 38            | Daan Heymans           | België        | 15-06-1999    | Sporting Charleroi          |
| Aanvallers    |                        |               |               |                             |
| 7             | Jarne Steuckers        | België        | 04-02-2002    | STVV                        |
| 9             | Hyeon-gyu Oh           | Zuid-Korea    | 12-04-2001    | Celtic FC                   |
| 11            | Luca Oyen              | België        | 14-03-2003    | Eigen jeugd                 |
| 14            | Yira Sor               | Nigeria       | 24-07-2000    | Slavia Praag                |
| 23            | Aaron Bibout           | België        | 03-09-2004    | Västerås SK                 |
| 29            | Robin Mirisola         | België        | 08-12-2006    | Eigen jeugd                 |
| 30            | Ayumu Yokoyama         | Japan         | 04-03-2003    | Birmingham City FC          |
| 32            | Noah Adedeji-Sternberg | België        | 19-06-2005    | Borussia Mönchengladbach    |
| 99            | Tolu Arokodare         | Nigeria       | 23-11-2000    | Amiens SC                   |

- Aanvoerder

### Staf

#### Technische staf
| Functie          | Naam              | Nationaliteit |
| ---------------- | ----------------- | ------------- |
| Coach            | Thorsten Fink     | Duitsland     |
| Assistent-coach  | Sebastian Hahn    | Duitsland     |
| Assistent-coach  | Domenico Olivieri | België        |
| Keeperstrainer   | Guy Martens       | België        |
| Physical coach   | Goran Kontić      | Kroatië       |
| Videoanalist     | Peter Persoons    | België        |
| Individual coach | Michel Ribeiro    | België        |
| Teammanager      | Jordi Caruso      | België        |
| Sports Scientist | Arnaud Serruys    | België        |
| Mental coach     | Stijn Quanten     | België        |

#### Medische staf
| Functie              | Naam               | Nationaliteit |
| -------------------- | ------------------ | ------------- |
| Ploegarts            | Philip Thys        | België        |
| Hoofdkinesitherapeut | Jan Theunis        | België        |
| Kinesitherapeut      | Matthias Didden    | België        |
| Kinesitherapeut      | Erwin Kelchtermans | België        |
| Osteopaat            | Jan Berx           | België        |
| Masseur              | Jacques Raymaekers | België        |
| Masseur              | Jurgen Schepers    | België        |

### Transfers

#### Zomer
| Naam                   | Nationaliteit | Van/naar           | Type       |
| ---------------------- | ------------- | ------------------ | ---------- |
| Inkomend               |               |                    |            |
| Tobias Lawal           | Oostenrijk    | LASK               | Gekocht    |
| Daan Heymans           | België        | Sporting Charleroi | Gekocht    |
| Ayumu Yokoyama         | Japan         | Birmingham City FC | Gekocht    |
| Aaron Bibout           | Kameroen      | Västerås SK        |            |
| Uitgaand               |               |                    |            |
| Christopher Bonsu Baah | Ghana         | Al-Qadisya         | Verkocht   |
| Thomas Claes           | België        | Zulte Waregem      | Verkocht   |
| Mike Penders           | België        | Chelsea FC         | Einde huur |

#### Winter
| Naam     | Nationaliteit | Van/naar | Type |
| -------- | ------------- | -------- | ---- |
| Inkomend |               |          |      |

## Uitrustingen
Shirtsponsor(s): Beobank / Carglass / ITZU / Group Bruno / Federale verzekering / CEOs 4 Climate

Sportmerk: Nike

## Oefenwedstrijden
Hieronder een overzicht van de oefenwedstrijden die KRC Genk tijdens het seizoen 2025/26 speelt.
| Datum | Thuis/Uit | Tegenstander | Score | Doelpuntenmaker(s) KRC Genk |
| ----- | --------- | ------------ | ----- | --------------------------- |

## Jupiler Pro League

### Reguliere competitie

#### Wedstrijden
| Jupiler Pro League                                                                                       |                             |                   |                             | |                                     |
| Wedstrijddetails                                                                                         | Thuisploeg                  | Uitslag           | Uitploeg                    | Opstelling | Kaarten                             |
| Heenronde                                                                                                |                             |                   |                             | |                                     |
| 27 juli 2025 18:30 Jan Breydelstadion Brugge Ref.: Jasper Vergoote Toeschouwers: 24.073                  | Club Brugge                 | 2 – 1             | KRC Genk                    | Van Crombrugge El Ouahdi (75' Nkuba), Smets, Sadick, Kayembe Heynen , Karetsas (75' Heymans), Sattlberger (82' Bangoura) Steuckers, Oh (70' Arokodare), Adedeji-Sternberg (70' Sor) | 72' Heynen 90+7' Sadick             |
| 27 juli 2025 18:30 Jan Breydelstadion Brugge Ref.: Jasper Vergoote Toeschouwers: 24.073                  | Ordóñez 62' Mechele 81'     | 0 – 1 1 – 1 2 – 1 | 9' Oh                       | Van Crombrugge El Ouahdi (75' Nkuba), Smets, Sadick, Kayembe Heynen , Karetsas (75' Heymans), Sattlberger (82' Bangoura) Steuckers, Oh (70' Arokodare), Adedeji-Sternberg (70' Sor) | 72' Heynen 90+7' Sadick             |
| 3 augustus 2025 13:30 Cegeka Arena Genk Ref.: Lawrence Visser Toeschouwers: 18.030                       | KRC Genk                    | 1 – 1             | Antwerp                     | Lawal El Ouahdi, Smets, Sadick, Kayembe (83' Medina) Heynen , Karetsas (87' Bangoura), Sattlberger (72' Heymans) Steuckers, Oh (72' Arokodare), Adedeji-Sternberg (72' Sor)         |                                     |
| 3 augustus 2025 13:30 Cegeka Arena Genk Ref.: Lawrence Visser Toeschouwers: 18.030                       | El Ouahdi 28'               | 0 – 1 1 – 1       | 24' Janssen                 | Lawal El Ouahdi, Smets, Sadick, Kayembe (83' Medina) Heynen , Karetsas (87' Bangoura), Sattlberger (72' Heymans) Steuckers, Oh (72' Arokodare), Adedeji-Sternberg (72' Sor)         |                                     |
| 10 augustus 2025 18:30 Maurice Dufrasnestadion Luik Ref.: Nathan Verboomen Toeschouwers: 21.571          | Standard Luik               | 2 – 1             | KRC Genk                    | Lawal El Ouahdi (90+1' Nkuba), Smets, Sadick, Kayembe (66' Medina) Heynen , Karetsas, Sattlberger (67' Sor) Steuckers (67' Arokodare), Oh, Adedeji-Sternberg (90' Palacios)         | 45+2' Heynen 69' Sadick 90+3' Nkuba |
| 10 augustus 2025 18:30 Maurice Dufrasnestadion Luik Ref.: Nathan Verboomen Toeschouwers: 21.571          | Henry 37' (pen.) Fossey 54' | 1 – 0 2 – 0 2 – 1 | 70' Arokodare               | Lawal El Ouahdi (90+1' Nkuba), Smets, Sadick, Kayembe (66' Medina) Heynen , Karetsas, Sattlberger (67' Sor) Steuckers (67' Arokodare), Oh, Adedeji-Sternberg (90' Palacios)         | 45+2' Heynen 69' Sadick 90+3' Nkuba |
| 15 augustus 2025 20:45 King Power at Den Dreef Stadion Heverlee Ref.: Lothar D'hondt Toeschouwers: 8.814 | OH Leuven                   | 1 – 2             | KRC Genk                    | Lawal El Ouahdi, Smets, Sadick, Kayembe Heynen , Karetsas (71' Hrošovský), Bangoura (71' Sattlberger) Steuckers (79' Ito), Oh (71' Arokodare), Sor (90+5' Adedeji-Sternberg)        | 82' Sattlberger 86' El Ouahdi       |
| 15 augustus 2025 20:45 King Power at Den Dreef Stadion Heverlee Ref.: Lothar D'hondt Toeschouwers: 8.814 | Nyakossi 38'                | 0 – 1 0 – 2 1 – 2 | 14' El Ouahdi 20' El Ouahdi | Lawal El Ouahdi, Smets, Sadick, Kayembe Heynen , Karetsas (71' Hrošovský), Bangoura (71' Sattlberger) Steuckers (79' Ito), Oh (71' Arokodare), Sor (90+5' Adedeji-Sternberg)        | 82' Sattlberger 86' El Ouahdi       |
| (1) Cegeka Arena Genk Ref.: Toeschouwers:                                                                | KRC Genk                    | –                 | Charleroi                   | |                                     |
| (1) Cegeka Arena Genk Ref.: Toeschouwers:                                                                |                             |                   |                             | |                                     |
| 31 augustus 2025 19:15 Cegeka Arena Genk Ref.: Toeschouwers:                                             | KRC Genk                    | –                 | Zulte Waregem               | |                                     |
| 31 augustus 2025 19:15 Cegeka Arena Genk Ref.: Toeschouwers:                                             |                             |                   |                             | |                                     |
| 14 september 2025 18:30 Lotto Park Anderlecht Ref.: Toeschouwers:                                        | Anderlecht                  | –                 | KRC Genk                    | |                                     |
| 14 september 2025 18:30 Lotto Park Anderlecht Ref.: Toeschouwers:                                        |                             |                   |                             | |                                     |
| 19-21 september 2025 Cegeka Arena Genk Ref.: Toeschouwers:                                               | KRC Genk                    | –                 | Union Sint-Gillis           | |                                     |
| 19-21 september 2025 Cegeka Arena Genk Ref.: Toeschouwers:                                               |                             |                   |                             | |                                     |
| 26-28 september 2025 Stayen Sint-Truiden Ref.: Toeschouwers:                                             | STVV                        | –                 | KRC Genk                    | |                                     |
| 26-28 september 2025 Stayen Sint-Truiden Ref.: Toeschouwers:                                             |                             |                   |                             | |                                     |
| 3-5 oktober 2025 Cegeka Arena Genk Ref.: Toeschouwers:                                                   | KRC Genk                    | –                 | Dender EH                   | |                                     |
| 3-5 oktober 2025 Cegeka Arena Genk Ref.: Toeschouwers:                                                   |                             |                   |                             | |                                     |
| 17-19 oktober 2025 Jan Breydelstadion Brugge Ref.: Toeschouwers:                                         | Cercle Brugge               | –                 | KRC Genk                    | |                                     |
| 17-19 oktober 2025 Jan Breydelstadion Brugge Ref.: Toeschouwers:                                         |                             |                   |                             | |                                     |
| 24-26 oktober 2025 Cegeka Arena Genk Ref.: Toeschouwers:                                                 | KRC Genk                    | –                 | La Louvière                 | |                                     |
| 24-26 oktober 2025 Cegeka Arena Genk Ref.: Toeschouwers:                                                 |                             |                   |                             | |                                     |
| 31 oktober - 1-2 november 2025 't Kuipje Westerlo Ref.: Toeschouwers:                                    | Westerlo                    | –                 | KRC Genk                    | |                                     |
| 31 oktober - 1-2 november 2025 't Kuipje Westerlo Ref.: Toeschouwers:                                    |                             |                   |                             | |                                     |
| 7-9 november 2025 Planet Group arena Gent Ref.: Toeschouwers:                                            | AA Gent                     | –                 | KRC Genk                    | |                                     |
| 7-9 november 2025 Planet Group arena Gent Ref.: Toeschouwers:                                            |                             |                   |                             | |                                     |
| 21-23 november 2025 Cegeka Arena Genk Ref.: Toeschouwers:                                                | KRC Genk                    | –                 | KV Mechelen                 | |                                     |
| 21-23 november 2025 Cegeka Arena Genk Ref.: Toeschouwers:                                                |                             |                   |                             | |                                     |
| Terugronde                                                                                               |                             |                   |                             | |                                     |
| 28-30 november 2025 Cegeka Arena Genk Ref.: Toeschouwers:                                                | KRC Genk                    | –                 | OH Leuven                   | |                                     |
| 28-30 november 2025 Cegeka Arena Genk Ref.: Toeschouwers:                                                |                             |                   |                             | |                                     |
| 5-7 december 2025 Bosuilstadion Antwerpen Ref.: Toeschouwers:                                            | Antwerp                     | –                 | KRC Genk                    | |                                     |
| 5-7 december 2025 Bosuilstadion Antwerpen Ref.: Toeschouwers:                                            |                             |                   |                             | |                                     |
| 12-14 december 2025 Cegeka Arena Genk Ref.: Toeschouwers:                                                | KRC Genk                    | –                 | Westerlo                    | |                                     |
| 12-14 december 2025 Cegeka Arena Genk Ref.: Toeschouwers:                                                |                             |                   |                             | |                                     |
| 19-21 december 2025 Stade du Pays de Charleroi Charleroi Ref.: Toeschouwers:                             | Charleroi                   | –                 | KRC Genk                    | |                                     |
| 19-21 december 2025 Stade du Pays de Charleroi Charleroi Ref.: Toeschouwers:                             |                             |                   |                             | |                                     |
| 26-28 december 2025 Cegeka Arena Genk Ref.: Toeschouwers:                                                | KRC Genk                    | –                 | Club Brugge                 | |                                     |
| 26-28 december 2025 Cegeka Arena Genk Ref.: Toeschouwers:                                                |                             |                   |                             | |                                     |
| 16-18 januari 2026 Elindus Arena Waregem Ref.: Toeschouwers:                                             | Zulte Waregem               | –                 | KRC Genk                    | |                                     |
| 16-18 januari 2026 Elindus Arena Waregem Ref.: Toeschouwers:                                             |                             |                   |                             | |                                     |
| 23-25 januari 2026 Cegeka Arena Genk Ref.: Toeschouwers:                                                 | KRC Genk                    | –                 | Cercle Brugge               | |                                     |
| 23-25 januari 2026 Cegeka Arena Genk Ref.: Toeschouwers:                                                 |                             |                   |                             | |                                     |
| 30-31 januari - 1 februari 2026 Dender Football Complex Denderleeuw Ref.: Toeschouwers:                  | Dender EH                   | –                 | KRC Genk                    | |                                     |
| 30-31 januari - 1 februari 2026 Dender Football Complex Denderleeuw Ref.: Toeschouwers:                  |                             |                   |                             | |                                     |
| 6-8 februari 2026 Cegeka Arena Genk Ref.: Toeschouwers:                                                  | KRC Genk                    | –                 | Anderlecht                  | |                                     |
| 6-8 februari 2026 Cegeka Arena Genk Ref.: Toeschouwers:                                                  |                             |                   |                             | |                                     |
| 13-15 februari 2026 AFAS Stadion Achter de Kazerne Mechelen Ref.: Toeschouwers:                          | KV Mechelen                 | –                 | KRC Genk                    | |                                     |
| 13-15 februari 2026 AFAS Stadion Achter de Kazerne Mechelen Ref.: Toeschouwers:                          |                             |                   |                             | |                                     |
| 20-22 februari 2026 Cegeka Arena Genk Ref.: Toeschouwers:                                                | KRC Genk                    | –                 | Standard Luik               | |                                     |
| 20-22 februari 2026 Cegeka Arena Genk Ref.: Toeschouwers:                                                |                             |                   |                             | |                                     |
| 27-28 februari - 1 maart 2026 Cegeka Arena Genk Ref.: Toeschouwers:                                      | KRC Genk                    | –                 | AA Gent                     | |                                     |
| 27-28 februari - 1 maart 2026 Cegeka Arena Genk Ref.: Toeschouwers:                                      |                             |                   |                             | |                                     |
| 6-8 maart 2026 Joseph Marienstadion Vorst Ref.: Toeschouwers:                                            | Union Sint-Gillis           | –                 | KRC Genk                    | |                                     |
| 6-8 maart 2026 Joseph Marienstadion Vorst Ref.: Toeschouwers:                                            |                             |                   |                             | |                                     |
| 13-15 maart 2026 Cegeka Arena Genk Ref.: Toeschouwers:                                                   | KRC Genk                    | –                 | STVV                        | |                                     |
| 13-15 maart 2026 Cegeka Arena Genk Ref.: Toeschouwers:                                                   |                             |                   |                             | |                                     |
| 20-22 maart 2026 Easi Arena La Louvière Ref.: Toeschouwers:                                              | La Louvière                 | –                 | KRC Genk                    | |                                     |
| 20-22 maart 2026 Easi Arena La Louvière Ref.: Toeschouwers:                                              |                             |                   |                             | |                                     |

(1): Deze wedstrijd stond oorspronkelijk gepland in het weekend van 22 augustus, maar werd uitgesteld omwille van de kwalificatiewedstrijd van Genk voor de Europa League op 21 augustus.

#### Overzicht
| Speeldag  | 1  | 2  | 3  | 4 | 5 | 6 | 7 | 8 | 9 | 10 | 11 | 12 | 13 | 14 | 15 | 16 | 17 | 18 | 19 | 20 | 21 | 22 | 23 | 24 | 25 | 26 | 27 | 28 | 29 | 30 |
| --------- | -- | -- | -- | - | - | - | - | - | - | -- | -- | -- | -- | -- | -- | -- | -- | -- | -- | -- | -- | -- | -- | -- | -- | -- | -- | -- | -- | -- |
| Resultaat | v  | g  | v  | w |   |   |   |   |   |    |    |    |    |    |    |    |    |    |    |    |    |    |    |    |    |    |    |    |    |    |
| Punten    | 0  | 1  | 1  | 4 |   |   |   |   |   |    |    |    |    |    |    |    |    |    |    |    |    |    |    |    |    |    |    |    |    |    |
| Positie   | 13 | 12 | 14 | 8 |   |   |   |   |   |    |    |    |    |    |    |    |    |    |    |    |    |    |    |    |    |    |    |    |    |    |

## Beker van België
......

## Europees

### UEFA Europa League

#### Voorrondes
| UEFA Europa League                                                            |             |         |             |            |         |
| Wedstrijddetails                                                              | Thuisploeg  | Uitslag | Uitploeg    | Opstelling | Kaarten |
| Play-offronde                                                                 |             |         |             |            |         |
| 21 augustus 2025 20:30 ENEA Stadion Poznań Ref.: Donatas Rumšas Toeschouwers: | Lech Poznań | –       | KRC Genk    |            |         |
| 21 augustus 2025 20:30 ENEA Stadion Poznań Ref.: Donatas Rumšas Toeschouwers: |             |         |             |            |         |
| 28 augustus 2025 20:00 Cegeka Arena Genk Ref.: Davide Massa Toeschouwers:     | KRC Genk    | – ( – ) | Lech Poznań |            |         |
| 28 augustus 2025 20:00 Cegeka Arena Genk Ref.: Davide Massa Toeschouwers:     |             |         |             |            |         |

1988/89 · 1989/90 · 1990/91 · 1991/92 · 1992/93 · 1993/94 · 1994/95 · 1995/96 · 1996/97 · 1997/98 · 1998/99 · 1999/00 · 2000/01 · 2001/02 · 2002/03 · 2003/04 · 2004/05 · 2005/06 · 2006/07 · 2007/08 · 2008/09 · 2009/10 · 2010/11 · 2011/12 · 2012/13 · 2013/14 · 2014/15 · 2015/16 · 2016/17 · 2017/18 · 2018/19 · 2019/20 · 2020/21 · 2021/22 · 2022/23 · 2023/24 · 2024/25